# Mulloidichthys vanicolensis
Mulloidichthys vanicolensis (Valenciennes, 1831) è un pesce di mare appartenente alla famiglia Mullidae.

## Distribuzione e habitat
Proviene dalle barriere coralline dell'oceano Pacifico, del Mar Rosso e dell'oceano Indiano. Proviene dalle isole Tuamotu, Hawaii, Marchesi, Isola di Lord Howe e Giappone. Si trova inoltre in Nuova Zelanda, dalle Seychelles, Chagos e lungo le coste dell'Africa orientale. Nuota fino a 113 m di profondità, ma si trova anche in zone costiere.

## Descrizione
Il suo corpo è compresso lateralmente, con il dorso rosato-giallastro curvo e il ventre piatto e bianco. Circa a metà del corpo è presente una fascia gialla che parte dall'occhio, grande e bianco o rossastro, e termina sul peduncolo caudale. Le pinne sono gialle, la pinna caudale è biforcuta. Ha due barbigli abbastanza lunghi.
La lunghezza massima registrata è di 38 cm, anche se di solito non supera i 25.

## Biologia

### Comportamento
Nuota in banchi composti da molti esemplari. Spesso viene trovato con gruppi di esemplari di Lutjanus kasmira, appartenenti alla famiglia Lutjanidae, con i quali condivide l'habitat.

### Alimentazione
La sua dieta, prevalentemente carnivora, è composta sia da pesci ossei più piccoli che da varie specie di invertebrati acquatici, soprattutto vermi e crostacei.